# Andreas Zimmer
Andreas Zimmer (* 1957 in Nürnberg) ist ein deutscher Diplomat, der zwischen 2014 und 2018 Botschafter in Eritrea war. Seit 2021 ist er Leiter des deutschen Generalkonsulats in Edinburgh/Vereinigtes Königreich.

## Leben
Nach dem Abitur 1977 leistete Zimmer zwischen 1977 und 1979 seinen Wehrdienst bei der Bundeswehr und absolvierte dort auch eine Ausbildung zum Reserveoffizier und wurde zuletzt zum Oberstleutnant der Reserve befördert. 1979 begann er ein Studium der Rechtswissenschaften an der Johannes Gutenberg-Universität Mainz, das er 1985 abschloss. Danach absolvierte er auch ein postgraduales Studium an der Universität Stockholm, das er 1987 beendete. Während des darauf folgenden juristischen Vorbereitungsdienstes zwischen 1987 und 1989 erfolgte 1988 seine Promotion zum Dr. jur. an der Universität Mainz mit einer Dissertation zum Thema Friedensverträge im Völkerrecht. Seine Promotion erschien als Buch 1989 im Verlag Bublies.
1990 begann Zimmer den Vorbereitungsdienst für den höheren Auswärtigen Dienst und trat nach dessen Abschluss 1991 in das Auswärtige Amt ein. Nach einer Verwendung von 1992 bis 1995 an der Botschaft in Indonesien war Zimmer zwischen 1995 und 1999 Ständiger Vertreter des Leiters des Generalkonsulats in Breslau und im Anschluss zwischen 1998 und 2002 erneut in der Zentrale des Auswärtigen Amtes in Berlin tätig. 2002 wurde er Ständiger Vertreter des Leiters des Generalkonsulats in Atlanta und nach seiner Rückkehr nach Deutschland zwischen 2005 und 2006 erst stellvertretender Leiter eines Referats und danach von 2006 bis 2008 Leiter einer Arbeitseinheit im Auswärtigen Amt. Nachdem er zwischen 2008 und 2011 Mitarbeiter des Generalkonsulats in New York City war, übernahm er von 2011 bis 2014 die Funktion als Leiter der Besoldungsstelle des Auswärtigen Amtes.
Im Juli 2014 wurde Zimmer Botschafter der Bundesrepublik Deutschland in Eritrea und damit Nachfolger von Viktor Richter, der wiederum Leiter des Generalkonsulats in Nowosibirsk wurde. 2018 wurde Zimmer von Gerald Wolf abgelöst und als Referatsleiter im Auswärtigen Amt mit der Betreuung des Diplomatischen Corps in Deutschland betraut. Anschließend war er von 2020 bis 2021 Protokollchef des Landes Berlin in der Senatskanzlei Berlin. Im Mai 2021 wurde er Generalkonsul in Edinburgh und füllte damit die nach der Versetzung von Barbara Quick im Jahr 2020 entstandene Vakanz.

## Schriften
- Friedensverträge im Völkerrecht, Dissertation Johannes Gutenberg-Universität Mainz, 1989.